# Kazzer
Марк Каспшик (1977), которого также часто называют Каззером, является канадским музыкантом, чьё творчество варьировалась от рэп-рока до альтернативного рока. Он является ведущим вокалистом и автором текстов рок-группы Redlight King, наиболее известной своей песней «Bullet in My Hand», которая регулярно транслировалась на MuchMusic и MTV Europe, звучала на радиостанциях альтернативного и мейнстримного рока в Канаде. Он также является телеведущим в области автоспорта.

## История
Каспшик вырос в Бинбруке, Онтарио, недалеко от Гамильтона. В возрасте 8 лет он начал заниматься дзюдо и стал частью национальной сборной Канады по дзюдо, а также был запасным игроком сборной Канады на летних Олимпийских играх 2000 года. Понижение альтернативного статуса на Олимпийских играх вдохновило его на то, чтобы продолжить музыкальную карьеру. В 16 лет Каспшик начал писать песни, а после знакомства с хип-хопом занялся брейк-дансом. Примерно в это же время Марк выпустил демо, которое попало в руки Epic Records (дочерняя компания Sony BMG).

## Сольная карьера
Под своим сценическим псевдонимом Kazzer Каспшик подписал контракт с Epic Records в Нью-Йорке и выпустил свой дебютный альбом 2002 года Go for Broke в Канаде, Германии, Франции и Скандинавии. Энергичный сингл «Pedal to the Medal» был написан в соавторстве с Брайаном Уэстом, номинированным на премию «Грэмми» продюсером таких исполнителей, как Нелли Фуртадо. Песня была использована в саундтреках римейка 2003 года «Ограбление по-итальянски», фильма 2004 года «Поймай этого ребенка» в телесериале «Малкольм в центре внимания» и в фильмах Hotwheels Acceleracers. Он также был показан во вступительной анимации «всплеск» и в саундтреке к видеоигре Midway Sports NHL HITZ PRO. Кроме того, его песня «Fueled By Adrenaline» вошла в саундтрек к игре FlatOut: Ultimate Carnage от Bugbear, а также к игре FlatOut: Head On для PSP Port.
Kazzer был номинирован на премию Juno Awards 2004 в номинации «Новый артист года». Он неоднократно гастролировал по Канаде, включая тур MTV Campus Invasion 2003 года, в котором в одни дни он был хедлайнером, а в другие открывал для Gob. Он выступал на концертах и фестивалях в Европе, выступал на разогреве у The Roots в Чикаго и на игре New York Jets.
В 2003 году Go for Broke было продано 25 000 копий по всему миру. В Epic Records произошла смена руководства, и Kazzer оказался без представительства, и он перешел в Linus Entertainment, ведущий канадский независимый лейбл звукозаписи, распространяемый Universal Records.
Второй альбом Каззера Broke был в основном записан на Morph Productions, сведен на студии звукозаписи EMAC и выпущен 28 июня 2005 года с заглавным синглом «Ordinary».

### Redlight King
Марк сформировал новый проект под названием Redlight King в 2009 году с давним соавтором Джулианом Томарином и подписал контракт с Hollywood Records. В 2011 году Каспшик попал в новости из-за того, что ему удалось получить разрешение от Нила Янга на сэмплирование песни Янга 1972 года «Old Man». Образец включен в песню «Old Man» (первоначально называвшуюся «Hardworking Hands») из его дебютного альбома Something for the Pain, выпущенного 28 июня 2011 года. Old Man занял 17-е место в Billboard Alternative Songs и Номер 26 в Billboard Hot Mainstream Rock Tracks.
Самая успешная песня Redlight King и второй сингл с альбома Something for the Pain «Bullet in My Hand» заняли 3-е и 28 — е места в чартах Billboard Hot Mainstream Rock Tracks и Alternative Songs соответственно. Redlight King также участвовал в фестивале Rockstar Energy Drink Uproar Festival 2012.
Redlight King выпустили свой второй студийный альбом Irons in the Fire 10 сентября 2013 года. 9 июля 2013 года они выпустили сингл с альбома под названием «Born to Rise». Трек появляется в финальных титрах фильма 2014 года «Draft Day» с Кевином Костнером в главной роли.
«Born To Rise» также использовалась в качестве музыки перед игрой для команды НХЛ «Анахайм Дакс» и их филиала в АХЛ «Сан-Диего Галлз», а также была заглавной песней для художественного фильма «День драфта» с Кевином Костнером в главной роли.

### М. Риверс
В 2017 году Марк подписал контракт с Parts + Labor Records и выпустил сингл «Champion», спродюсированный Джимми Мессером (Kelly Clarkson, Kygo, Awolnation).

### Другие СМИ
Он появлялся в кино и на телевидении, в том числе в эпизодической роли жлоба в комедийном роуд-фильме MuchMusic 2004 года Going the Distance. Он также был одним из многих участников программы Sports Car Revolution, которая транслировалась по американскому специализированному телеканалу Speed Channel в 2005 и 2006 годах. Он владел Ford Thunderbird 1962 года, Mercury 1949 года и Ford Model A 1930 года . В настоящее время Марк ведет прямую трансляцию шоу под названием «MuscleKingz Lounge» на Facebook в прямом эфире.

## Дискография

### Kazzer

#### Альбомы
- Go for Broke (2002) (Epic Records)
- Broke (2005) (Linus Entertainment)

#### Синглы
- Pedal To The Metal (2002)
- Ordinary (2005)

### Redlight King

#### Альбомы
- Something For The Pain (2011)
- Irons in the Fire (2013)
- Helldriver (EP) (2015)

#### Синглы
- Old Man (2011)
- Bullet in My Hand (2011)
- Comeback (2012)
- Born to Rise (2013)
- Times Are Hard (2014)
- Devil’s Dance (2014)
- Lift the Curse (2019)

#### Клипы
- Old Man (2011)
- Bullet in My Hand (2011)
- City Life (2011)
- Comeback (2012)
- Born to Rise (2013)
- Times Are Hard (2014)